# Ptah, the El Daoud
Ptah, the El Daoud — третій сольний альбом Еліс Колтрейн, записаний і випущений у 1970 році. Альбом був записаний у підвалі її будинку в Дікс-Гіллс на Лонг-Айленді, штат Нью-Йорк.
Це був перший альбом Колтрейн з мідними духовими (окрім одного треку на A Monastic Trio 1968 року, на якому Фароа Сандерс грав на бас-кларнеті). Сандерс записаний на правому каналі, а Джо Гендерсон — на лівому. Колтрейн зазначала: «Джо Гендерсон більше на інтелектуальній стороні, в той час, як Фароа більш абстрактний, більш трансцендентний».
Всі композиції були написані Еліс Колтрейн. Заголовний трек названо на честь єгипетського бога Птаха, «El Daoud», що в перекладі з арабської означає «коханий». «Турія», згідно з анотацією, «була визначена Колтрейн як „стан свідомості — високий стан нірвани, мета людського життя“, а 'Рамакрішна' — бенгальський релігійний діяч XIX століття, а також позначає рух, заснований його учнями». На «Blue Nile» Колтрейн переходить від фортепіано до арфи, а Сандерс і Гендерсон — від тенор-саксофонів до альтових флейт.
Дизайн обкладинки альбому створив Джим Еванс.

## Відгуки критиків
У рецензії для AllMusic Стейша Профрок назвала Ptah, the El Daoud «справді чудовим альбомом», написавши «Слухачі, які віддаються йому, виходять з іншого боку його 46 хвилин перетвореними. Від очищувального катарсису перших моментів заголовного треку до останніх моментів „Mantra“, з її безладним фортепіанним танцем і пристрасними стрічками тенора, що вилітають у всесвіт, альбом резонує красою, ясністю та емоціями… Поза увагою і роками похований у невідомості, цей альбом заслуговує на те, щоб його сприйняли як перлину, якою він є.» Марк Річардсон писав для Pitchfork: «На цьому альбомі Колтрейн надзвичайно багатогранна, в деяких моментах занурюючись у сітчастий містицизм, в той час, як в інших місцях зосереджується на логічному, дисциплінованому соло. Відлуння її заземлення в постбоп-джазі все ще присутнє, хоча й менше, ніж на її дебютному альбомі 1968 року A Monastic Trio. Восьмихвилинна 'Turiya and Ramakrishna' охоплює весь діапазон і містить деякі з її найкращих фортепіанних партій на записі, коли вона переходить від жорсткого блюзу головної теми до ширяючого, імпресіоністичного і, так, арфоподібного шквалу нот, які, здається, зависають у просторі».
На сайті JazzIz Метт Мікуччі включив альбом до свого списку «П'ять найважливіших альбомів 1970», назвавши його «кульмінацією її 'першого періоду', позначеного музикою, що нагадує її співпрацю з покійним чоловіком Джоном та її дослідженнями концертної арфи як імпровізаційного інструменту». Морган Енос у статті для сайту Ґреммі назвав альбом «потойбічним, але просякнутим блюзом», і заявив, що він «містить велику гіпнотичну силу та емоційну важливість». Стаття містить вшанування від багатьох музикантів, включаючи менеджера та продюсера лейблу ESP-Disk Стіва Голтьє, який зазначив: «У мене є певна пристрасть ставити цей альбом у ряд DIY-записів… Це чорношкіра артистка, яка бере під контроль свою музику», та Мелвін Гіббс, який прокоментував: «Він домашній. У ньому є відчуття недільного дня після церкви… таке відчуття, ніби ваші родичі грали для вас. Це викликає у мене асоціації». Щодо того, що альбом був записаний у період скорботи після смерті Джона Колтрейна, піаністка Кет Торен зазначила: «У неї було четверо маленьких дітей, і вона втратила кохання всього свого життя. Я думаю, що це величезна втрата. Це говорить про її силу як жінки, яка продовжує йти вперед, попри всі негаразди, що відбуваються в її житті. Мені було б цікаво дізнатися про її мережу підтримки й про те, як вона змогла створити цю неймовірну роботу в таких складних умовах».
Автори Penguin Guide to Jazz Recordings писали: «Птах — найвищий аватар Бога в єгипетській релігії, а заголовна п'єса — це хвилеподібне есе про трансцендентність, парні горни, що звучать з абсолютно різних напрямків… Їхнє подвоєння на альт-флейті у 'Blue Nile' є чудовим, ідеальним доповненням до фортепіано та арфи». Вони назвали «Turiya and Ramakrishna» «величезною медитацією, яка є потрійно дистильованим духом легкості».

## Трек-лист
Всі треки написані Еліс Колтрейн і записані в домашній студії Колтрейн в Дікс-Гіллс, Нью-Йорк, 26 січня 1970 року.
| #  | Назва                    | Тривалість |
| -- | ------------------------ | ---------- |
| 1. | «Ptah, the El Daoud»     | 13:58      |
| 2. | «Turiya and Ramakrishna» | 8:19       |
| 3. | «Blue Nile»              | 6:58       |
| 4. | «Mantra»                 | 16:33      |

## Персоналії
- Еліс Колтрейн — арфа (3), фортепіано
- Фароа Сандерс — тенор-саксофон (1, 4, правий канал), альтова флейта (3), дзвіночки
- Джо Гендерсон — тенор-саксофон (1, 4, лівий канал), альтова флейта (3)
- Рон Картер — бас
- Бен Райлі — барабани